# 张振富
张振富（1940年8月9日—2000年1月17日），中国著名民族音乐歌唱家，北京军区战友歌舞团演员、中国国家一级演员。
张振富1940年出生在中国天津，1959年应征参军，成为北京军区某炮兵团的侦察兵，后进入军队文工团成为歌唱演员。20世纪70年代张振富与耿莲凤合作演唱了《祖国一片新面貌》、《毛主席派人来》、《敖包相会》等歌曲，在当时的中国产生了巨大的影响，二人被中国媒体评论为“国内最好的二重唱搭档”、“中国的一对儿绝唱”。
1996年底，张振富被查出患有肺癌的早期症状。但他为了能继续演出，放弃手术，仅仅进行保守治疗。随后几年间，张振富又在各地进行了数百场演出，包括在1998年中央电视台春节联欢晚会上与耿莲凤演唱《祖国一片新面貌》、1998年抗洪巡回演出、1999年10月7日在新中国50周年优秀歌曲音乐会上与耿莲凤演唱《毛主席派人来》等。2000年1月17日，张振富因肺癌去世。

## 参阅
- 耿莲凤
- 用生命歌唱——张振富 （页面存档备份，存于）
- 歌唱与生命同在——张振富生命的最后时光 （页面存档备份，存于）